# Jeff Watson
Pour les articles homonymes, voir Watson.
Jeffrey D. Watson (né le 25 mars 1971 à Windsor, Ontario) est un homme politique canadien.

## Biographie
Il a été député à la Chambre des communes du Canada, représentant la circonscription ontarienne d'Essex sous la bannière du Parti conservateur du Canada de 2004 à 2015.